# The Gold Experience
The Gold Experience je sedamnaesti studijski album američkog glazbenika Princea, a pripisan mu je pod neizrecivim simbolom "Love Symbol", njegovim tadašnjim umjetničkim imenom. Album su 26. rujna 1995. objavile diskografske kuće NPG Records i Warner Bros. Records. U SAD-u je prodan u 500 000 primjeraka i pozicionirao se na šestom mjestu ljestvice Billboard 200, što nije zadovoljilo očekivanja Warner Bros.-a s kojim Prince tada nije bio u najboljim odnosima. Unatoč tome, kritičari su hvalili album i proglasili ga njegovim najboljim albumom nakon Sign o' the Times.

## Popis pjesama
| Br. | Skladba                                | Trajanje |
| --- | -------------------------------------- | -------- |
| 1.  | »P Control«                            | 5:59     |
| 2.  | »NPG Operator«                         | 0:10     |
| 3.  | »Endorphinmachine«                     | 4:07     |
| 4.  | »Shhh«                                 | 7:18     |
| 5.  | »We March«                             | 4:49     |
| 6.  | »NPG Operator #2«                      | 0:16     |
| 7.  | »The Most Beautiful Girl in the World« | 4:25     |
| 8.  | »Dolphin«                              | 4:59     |
| 9.  | »NPG Operator #3«                      | 0:18     |
| 10. | »Now«                                  | 4:30     |
| 11. | »NPG Operator #4«                      | 0:31     |
| 12. | »319«                                  | 3:05     |
| 13. | »NPG Operator #5«                      | 0:10     |
| 14. | »Shy«                                  | 5:04     |
| 15. | »Billy Jack Bitch«                     | 5:32     |
| 16. | »👁 Hate U«                             | 5:54     |
| 17. | »NPG Operator #6«                      | 0:44     |
| 18. | »Gold«                                 | 7:23     |